# Kantonnale Bank van Neuchâtel
De Kantonnale Bank van Neuchâtel (Frans: Banque cantonale neuchâteloise) is een Zwitserse kantonnale bank en heeft zijn hoofdzetel in Neuchâtel in het gelijknamige kanton.
De bank werd opgericht in 1883. De deposito's bij de Kantonnale Bank van Neuchâtel vallen volledig onder een staatswaarborg die wordt gewaarborgd door het kanton Neuchâtel.
Aargau · Appenzell Innerrhoden · Basel-Landschaft · Basel-Stadt · Bern · Fribourg · Genève · Glarus · Graubünden · Jura · Luzern · Neuchâtel · Nidwalden · Obwalden · Sankt Gallen · Schaffhausen · Schwyz · Thurgau · Ticino · Uri · Vaud · Wallis · Zug · Zürich